# Takumi Wada
Takumi Wada (和田 拓三 Wada Takumi?), född 20 oktober 1981 i Shizuoka prefektur, är en japansk före detta fotbollsspelare.
Wada började sin karriär 2004 i Shimizu S-Pulse. Efter Shimizu S-Pulse spelade han för Yokohama FC, Tokyo Verdy, JEF United Chiba och Avispa Fukuoka. Han avslutade karriären 2012.